# 外燴
外燴（英語：Catering）是設宴款客的一種做菜安排，家中請客，又用外間的專人到自家中來做菜，食物材料由到燴服務供應者包辦，配料、味料、燉品、上湯等也如是，由到燴者在店方預備，到宴會場地架鍋，後期製作便可上桌。台灣的辦桌是到燴的一種。
在公共關係活動中，到燴是常見的餐飲解決方案，因此講究體面，費用省不了。在食品工業中，因為到燴的物料成本輕，利潤不薄，所以是大小餐飲業者看重的利潤源。到燴供應商多數是酒店、酒樓及快餐店等。